# Rozbijemy zabawę
Rozbijemy zabawę (ang. We will break up a party) – to trzecia etiuda filmowa zrealizowana przez Romana Polańskiego w 1957 roku.
Pierwszy dźwiękowy film Polańskiego jest de facto happeningiem reżysera. Polański zorganizował dla swych przyjaciół zabawę w parku, a potem nie uprzedzając nikogo napuścił na nich prawdziwych chuliganów. Doszło do bijatyki, tańcząca młodzież została przepędzona, a młody reżyser zapisał całe zajście na taśmie filmowej.
Polański za swój postępek omal nie został usunięty ze szkoły filmowej.
Działanie Polańskiego wyprzedziło o cztery lata nurt cinéma-vérité.Film został nakręcony na dziedzińcu w pobliżu łódzkiej szkoły filmowej.